# Josep Torres Cardona
Josep Torres Cardona (Sant Antoni de Portmany, 18 d'octubre de 1948) és un polític eivissenc, diputat al parlament de les Illes Balears en la VIII legislatura.
És tècnic en empreses i activitats turístiques i ha treballat com a autònom en empreses familiars. Militant del Partit Popular d'Eivissa, fou regidor de l'ajuntament de Sant Antoni de Portmany a les eleccions municipals espanyoles de 1979 i 1983. De 2003 a 2001 és membre del Consell Insular d'Eivissa, de 2003 a 2007 conseller d'urbanisme i ordenació turística.
Fou elegit diputat per Eivissa a les eleccions al Parlament de les Illes Balears de 2011. De 2011 a 2015 ha estat president de la Comissió de Turisme al Parlament de les Illes Balears.